# Prusia
Prusia (en alemán: Preußen, pronunciado /ˈpʁɔɪ̯sn̩/ (escucharⓘ); en prusiano, Prūsija; en latín, Borussia o Prutenia) fue un Estado del mar Báltico, situado en la llanura nordeuropea entre Pomerania, Polonia y Lituania que existió desde finales de la Edad Media, a partir de la secularización en 1525 de la parte prusiana del Estado de la Orden Teutónica. Los Caballeros de la orden tuvieron que trasladar su sede a Mergentheim, pero lograron conservar territorios en Livonia hasta 1561. Después de 1701, su nombre se extendió a un estado más grande surgido de Brandeburgo-Prusia, que finalmente abarcó casi toda Alemania del norte, y existió hasta su abolición al final de la Segunda Guerra Mundial. 
Originalmente, el nombre «Prusia» solo se refería al núcleo del Estado de la Orden Teutónica—una orden militar medieval católica organizada de cruzados alemanes— en la antigua área tribal de los prusios, un pueblo báltico occidental, y los territorios que surgieron fuera del Sacro Imperio Romano Germánico. En 1308, los Caballeros Teutónicos conquistaron la región de Pomerelia y Danzig. Su estado monástico se germanizó en gran parte gracias a la inmigración procedente del centro y el oeste de Alemania, mientras que, en el sur, fue polonizado por colonos de Mazovia. El acuerdo de Paz de Toruń (1466) impuesto dividió Prusia en la Prusia Real (o  Prusia polaca), que se convirtió en una provincia de Polonia, y la parte oriental, llamada Ducado de Prusia desde 1525, un feudo de la Corona de Polonia hasta 1657. La unión de Brandeburgo y el Ducado de Prusia en 1618 condujo a la proclamación del Reino de Prusia en 1701. Después de que el elector Hohenzollern de Brandeburgo —como duque de Prusia en 1701— asumiera el título de rey en Prusia, la designación general del Reino de Prusia se convirtió en la norma para todas las posesiones de su casa dentro y fuera del imperio.
Durante siglos, la Casa de Hohenzollern gobernó Prusia, expandiendo su territorio con el ejército prusiano. Prusia, con capital en Königsberg y posteriormente, al convertirse en el Reino de Prusia en 1701, en Berlín, marcó decisivamente la historia de Alemania. Prusia se unió a las grandes potencias poco después de convertirse en reino.  Se volvió cada vez más grande y poderosa en los siglos XVIII y XIX. Como la segunda superpotencia alemana, Prusia jugó un papel importante en el concierto europeo de potencias desde el siglo XVIII y fue un destacado centro de la Ilustración.  Tuvo una voz importante en los asuntos europeos bajo el reinado de Federico II el Grande (1740-1786). En el Congreso de Viena (1814-1815), que rediseñó el mapa de Europa tras la derrota de Napoleón, Prusia adquirió nuevos y ricos territorios, incluyendo la cuenca del Ruhr, rica en carbón. El país creció rápidamente en influencia económica y política, e inició progresivas reformas en el siglo XIX, y finalmente se convirtió en la fuerza impulsora detrás de la fundación del Estado-nación alemán  al unificar los estados alemanes en 1871. Así, de ser un estado miembro de la Confederación Alemana desde 1815, el Reino de Prusia se convirtió en el poder supremo de la Confederación Alemana del Norte en 1866 y el del Imperio alemán en 1871. El Reino de Prusia era para entonces tan grande y dominante en la nueva Alemania que los junkers (poderosos «hacendados» miembros de la aristocracia terrateniente) y otras élites prusianas se identificaban cada vez más como alemanes y menos como prusianos.
El Reino terminó en 1918 junto con otras monarquías alemanas que fueron eliminadas por la Revolución de Noviembre. Se transformó en el Estado Libre de Prusia, considerado el baluarte de la democracia en la República de Weimar. Sin embargo, después de un golpe de Estado en 1932 y el Gleichschaltung durante el nazismo, el Estado libre perdió su autonomía y casi toda su importancia jurídica y política, disolviéndose de facto mediante un decreto de emergencia que transfirió los poderes del gobierno prusiano al canciller alemán Franz von Papen.  Posteriormente, se desmanteló y se convirtió en una Gaue alemana nazi en 1935. Sin embargo, se conservaron algunos ministerios prusianos y Hermann Göring continuó en su cargo de ministro-presidente de Prusia hasta el final de la Segunda Guerra Mundial. Los antiguos territorios orientales de Alemania, que constituían una parte significativa de Prusia, perdieron la mayor parte de su población alemana después de 1945, cuando la República Popular de Polonia y la Unión Soviética absorbieron estos territorios y expulsaron a la mayoría de sus habitantes alemanes para 1950. Prusia, considerada «abanderada del militarismo y la reacción» por los Aliados, fue abolida oficialmente mediante una declaración del Consejo de Control Aliado que declaró la disolución de jure de Prusia.
El estatus internacional de los antiguos territorios orientales del Reino de Prusia fue objeto de controversia hasta el Tratado sobre el Acuerdo Definitivo con respecto a Alemania en 1990, pero su devolución a Alemania sigue siendo motivo de controversia entre políticos de extrema derecha, la llamada Federación de Expulsados (en alemán: Bund der Vertriebenen; BdV) y diversos revanchistas e irredentistas políticos. Desde 2004, todos los territorios que una vez pertenecieron a Prusia —a excepción de Kaliningrado— forman parte de la Unión Europea (UE).

## Etimología
El nombre de Prusia (en alemán Preußen) tiene su origen en los prusios, pueblos de procedencia báltica que fueron sometidos por la Orden Teutónica en el siglo XIII, lo que más tarde daría lugar al Ducado de Prusia en 1525.

## Historia
Los prusianos o prusios originales eran principalmente cazadores y ganaderos, hablaban una lengua perteneciente al grupo báltico de la familia de las lenguas indoeuropeas. Estos primeros prusianos estaban emparentados con los letones y lituanos y vivían en tribus en la entonces densamente boscosa región entre los ríos Vístula y Neman. Los primeros intentos de convertir a los prusianos al cristianismo, en particular los realizados por san Adalberto y san Bruno de Querfurt a principios del siglo XI, fueron infructuosos. Sin embargo, en el siglo XIII, los prusianos fueron conquistados y cristianizados por los caballeros germanoparlantes de la Orden Teutónica, a la que el duque polaco Conrado de Mazovia había concedido tierras prusianas por su ayuda contra las incursiones prusianas. La campiña prusiana fue sometida, se construyeron castillos para la nobleza alemana y muchos campesinos alemanes se asentaron allí para cultivar la tierra. Para mediados del siglo XIV, la mayoría de los habitantes de Prusia eran de habla alemana, aunque el antiguo idioma prusiano no se extinguió hasta el siglo XVII. Para el siglo XVII, la población indígena estaba completamente asimilada. 
El Reino de Prusia posterior se desarrolló esencialmente en dos partes del país, ambos gobernados por príncipes de la Casa de Hohenzollern del Margraviato de Brandeburgo, que pertenecía a los siete principados electorales del Sacro Imperio Romano, y del Ducado de Prusia, que a su vez provenía del estado de la orden teutónica.

### La Orden teutónica y el Ducado
Tras la promulgación de la Bula de Oro de Rímini en el siglo XIII, Federico II Hohenstaufen, Emperador del Sacro Imperio Romano Germánico, y el duque Conrado I de Mazovia dieron comienzo a las cruzadas bálticas con la intención de cristianizar a los pueblos de la tierra de los prusios. Fue entonces cuando la Orden teutónica se estableció en Prusia creando un Estado independiente. El emperador otorgó a los Teutones los privilegios de los príncipes del Imperio, tales como el derecho de soberanía sobre los territorios conquistados. La cruzada había dejado considerables vacíos de población en el territorio, problema que se resolvió fomentando la inmigración de población germana.
Después de la violenta conquista y cristianización del territorio, los caballeros del orden entraron cada vez más en una crisis de legitimación. También hubo conflictos con los países vecinos, Polonia y Lituania. En la batalla de Tannenberg de 1410, los Caballeros finalmente sufrieron una derrota decisiva contra Polonia y Lituania. Con la victoria Polaca sobre la Orden Teutónica en la guerra de los Trece Años (1454-1466), se estableció la Prusia Real en los distritos occidentales del Estado Monástico de la Orden Teutónica. A partir de entonces, Prusia Occidental y Varmia estuvieron directamente bajo la corona polaca como Prusia Real después de la Segunda Paz de Torun de 1466 y fueron gobernados en unión personal por los reyes de Polonia de la dinastía Jagellón. Después de la Unión de Lublin de 1569, la región quedó bajo administración directa de la Corona del Reino de Polonia en la República de las Dos Naciones. Esta región no volvería a unirse con el resto de Prusia hasta 1772 después de la primera partición de Polonia.
El territorio restante del estado religioso comprendía aproximadamente lo que luego se convertiría en Prusia Oriental sin Varmia. El Gran maestre de la Orden Teutónica, Alberto I de Prusia, inicialmente libró una guerra contra Polonia, especialmente contra la Prusia Real con Varmia. Cuando el esperado apoyo del imperio no se materializó, cambió su política: por consejo de Martín Lutero, convirtió el área religiosa en un ducado secular, heredado en la casa Hohenzollern, e introdujo La Reforma en 1525. Al igual que el duque, sus súbditos se convirtieron en protestantes.
Dado que el Papa y el Emperador no reconocieron la Segunda Paz de Torun ni la secularización del estado religioso, los grandes maestros de la Orden Teutónica continuaron siendo formalmente gobernantes de los territorios prusianos.

### El Margraviato de Brandeburgo y los Hohenzollern

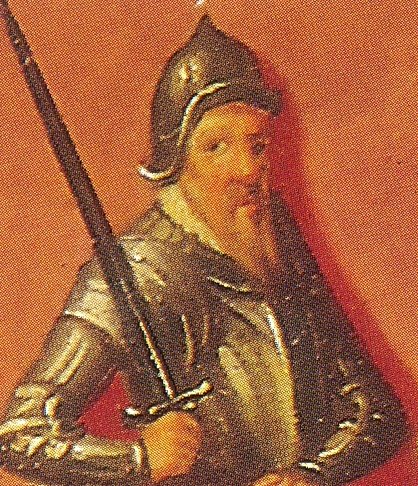
Federico I de Brandeburgo.

El núcleo real del estado de los Hohenzollern de Prusia fue el Margraviato de Brandeburgo, fundado en 1157 por Alberto I de Brandeburgo de la Casa de Ascania tras conquistar el territorio poblado por eslavos. Después de la muerte del último margrave ascaniano Valdemar en 1320, el país pasó primero a la Casa de Wittelsbach, luego a la de Luxemburgo en 1373.
El hecho de que Brandeburgo finalmente entrase a estar controlado por la entonces relativamente insignificante Casa de Hohenzollern se debió a la controvertida elección real en 1410. Después de la muerte del rey Ruperto, Segismundo de Luxemburgo y su primo Jobst de Moravia se presentaron a las elecciones. Además, ambos reclamaron el título y la voz de un Elector de Brandeburgo para sí mismos. Segismundo envió a su cuñado Federico VI de Núremberg, Burgrave de Núremberg como su representante para emitir el voto de Brandeburgo en su nombre. En octubre de 1410, los príncipes electores eligieron a Jobst rey romano-alemán. Sin embargo, el nuevo rey murió el 18 de enero de 1411 por una causa desconocida. Entonces, la corona finalmente fue a Segismundo. Para agradecer a Federico por sus servicios en las primeras elecciones y pagarle sus deudas, en 1415 el rey Segismundo confirió al Hohenzollern la dignidad heredada de un margrave y elector de Brandeburgo. En 1417 le otorgó formalmente el Kurmark y el cargo de arzobispo. A cambio, el rico Federico le otorgó a su cuñado un préstamo con el que podría cubrir sus costos de guerra en Hungría.
Federico vino de la línea franca del Hohenzollern y fue burgrave en Núremberg desde 1397. En los años posteriores a 1411 se aseguró su supremacía en el país tras años de luchas contra la reacia nobleza de Brandeburgo. De ahí en adelante, como Federico I de Brandeburgo, unió los títulos de Elector de Brandeburgo, Margrave de Brandeburgo-Ansbach y Margrave de Brandeburgo-Kulmbach. Fundó la línea Brandeburgo de su casa, que más tarde representaría a todos los reyes de Prusia y de 1871 a 1918 a los emperadores alemanes.

### Brandeburgo-Prusia (1618-1701)
En 1618, la línea ducal prusiana masculina de la familia Hohenzollern dejó de existir. Desde entonces, sus herederos, los margraves y electores de Brandeburgo, gobernaron ambos países en unión personal. Esto significaba que estaban en condición de feudo tanto del emperador como del rey de Polonia. La designación Brandeburgo-Prusia para los dominios Hohenzollern ampliamente separados no es contemporánea, pero se ha establecido en la historia para denotar el período de transición desde 1618 hasta la fundación del Reino de Prusia en 1701 y, al mismo tiempo, la continuidad entre el Electorado de Brandeburgo y dicho reino.

#### Guerra de los treinta años

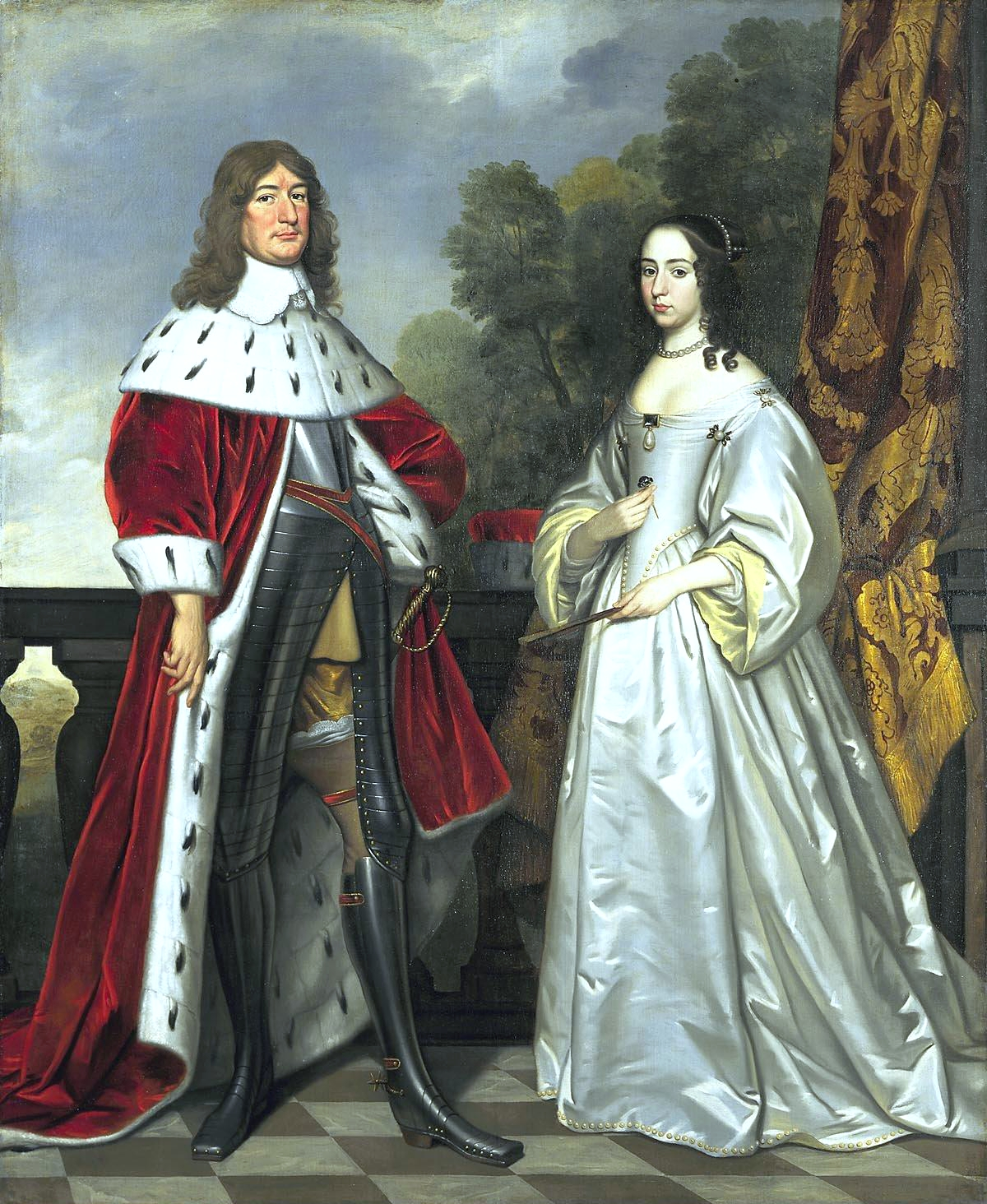
Federico Guillermo y su esposa Luisa Enriqueta de Orange-Nassau.

Unos años antes de la guerra de los Treinta Años, durante la crisis de la sucesión de Juliers-Cléveris, Brandeburgo también había asegurado el gobierno sobre el Ducado de Cléveris y los condados de Mark y Ravensberg en la parte occidental del Imperio. El país se libró inicialmente de la guerra misma. En 1625, sin embargo, estalló la etapa de la guerra entre Dinamarca y Baja Sajonia, en la que se enfrentaron algunos de los estados protestantes del norte de Alemania, liderados por Dinamarca y apoyados por Inglaterra y los Estados Generales, la Liga Católica y el emperador. Después de la derrota del ejército danés en la batalla de Dessau de abril de 1626, las tropas imperiales invadieron Mark. El elector Jorge Guillermo se retiró al Ducado de Prusia fuera del imperio y se vio obligado a formar una alianza con el emperador en 1627. A partir de entonces, Brandeburgo sirvió a las tropas imperiales como área de despliegue y retirada.
En julio de 1630, el rey sueco Gustavo II invadió en Usedom. Esto marcó el comienzo de una nueva fase en la guerra de los Treinta Años. Cuando Gustavo se mudó a Brandeburgo en la primavera de 1631, obligó al elector, su suegro, a una alianza. Sin embargo, después de que las tropas suecas fueron aplastadas en la batalla de Nördlingen (1634), la alianza protestante se disolvió y Brandeburgo entró en una nueva alianza con el emperador. El Mark ahora estaba ocupado alternativamente por oponentes y aliados. El elector se retiró nuevamente a Königsberg en Prusia, donde murió en diciembre de 1640.
Su hijo Federico Guillermo se convirtió en el nuevo elector. El objetivo principal de su política era pacificar el país. Trató de lograr esto compensando con Suecia, que fue válida por dos años a partir del 24 de julio de 1641. En negociaciones con el canciller sueco Axel Oxenstierna en mayo de 1643, los Brandeburgeses lograron negociar un contrato que formalmente devolvió todo el país a la administración electoral. Brandeburgo permaneció ocupado por los suecos hasta la Paz de Westfalia en 1648. En dicho tratado, Brandeburgo-Prusia pudo adquirir la Pomerania Central, el monasterio de Halberstadt y el Principado de Minden, así como el derecho sobre el Arzobispado de Magdeburgo, que entró en vigencia en 1680. Las ganancias del área totalizaron aproximadamente 20 000 km².

#### Política de consolidación y reforma del gran elector

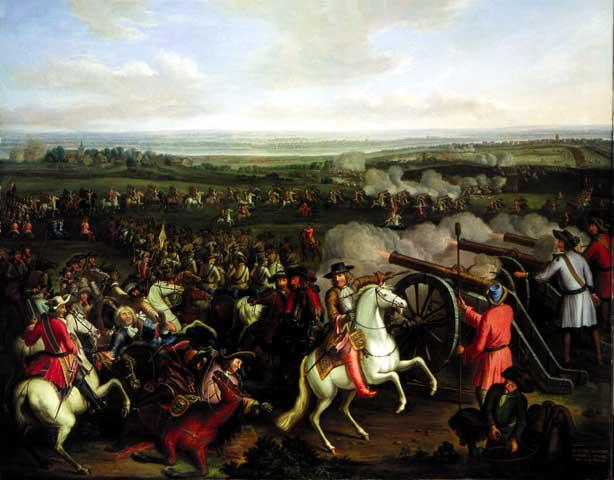
El gran elector en la batalla de Fehrbellin, 1675.

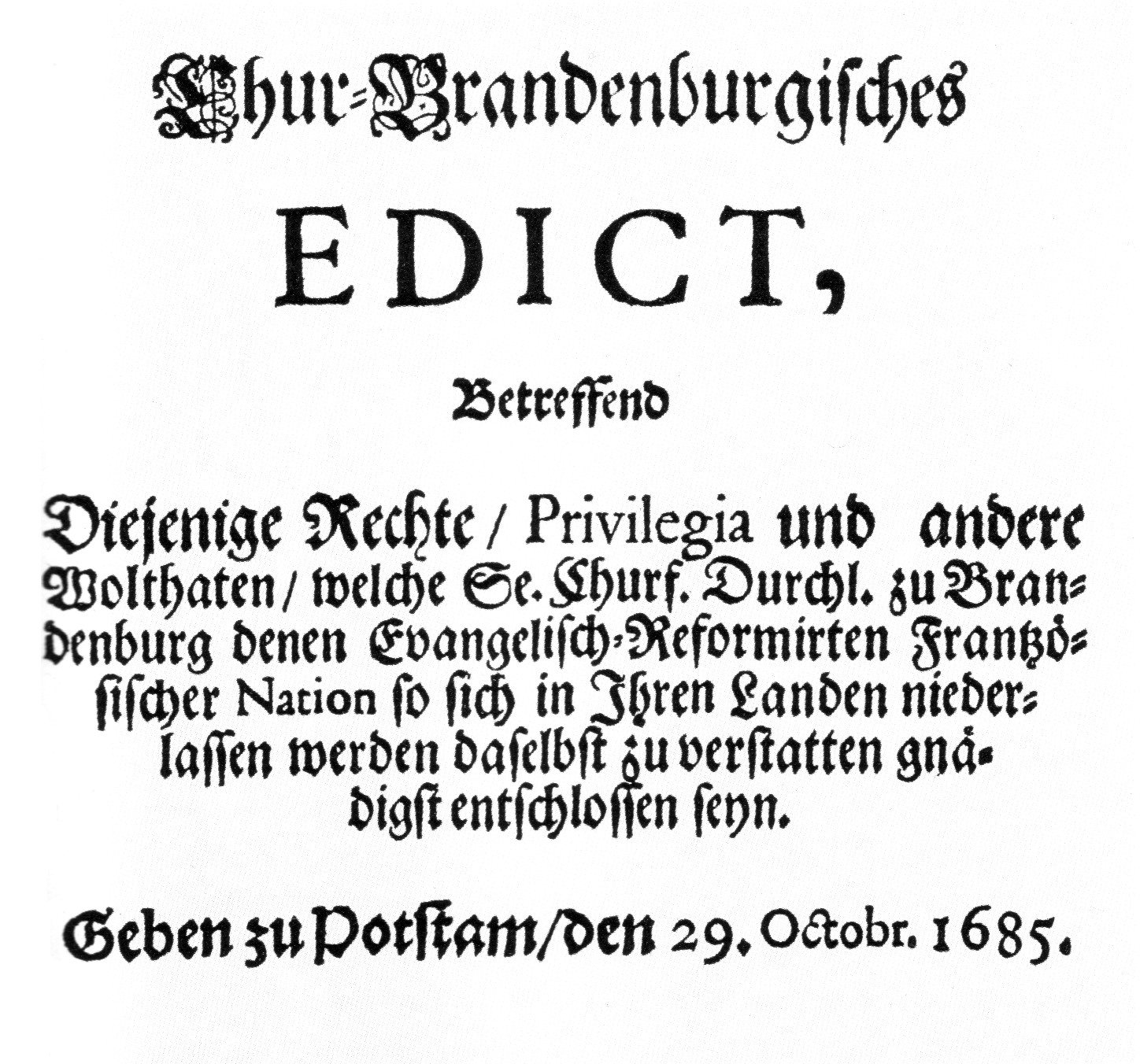
Edicto de Potsdam, 1685.

Brandeburgo fue uno de los territorios alemanes más afectados por la guerra de los Treinta Años. Grandes áreas fueron devastadas y despobladas. Para evitar que el país se encontrara superado por vecinos más poderosos en el futuro, Federico Guillermo, más tarde llamado El Gran Elector, siguió una política de cambio cauteloso entre las principales potencias después de la guerra, así como la construcción de un ejército poderoso y una administración eficiente. Creó un ejército permanente que convirtió a Brandeburgo en un aliado codiciado de las potencias europeas. Esto permitió al elector recibir pagos de subsidios de varias partes. Creó su propia Armada de Kurbrandenburg y en años posteriores persiguió proyectos coloniales en África Occidental y las Indias Occidentales. Después de la fundación de la fortaleza Gran Friedrichsburgo por la empresa Brandeburgo-African en la actual Ghana, Brandenburg participó en el comercio de esclavos africanos.
En el interior, Federico Guillermo implementó reformas económicas e inició amplias medidas para desarrollar su país económicamente debilitado. Entre otras cosas, en 1685 en el Edicto de Potsdam, su respuesta al Edicto de Fontainebleau del rey Luis XIV de Francia, invitó a miles de hugonotes expulsados de Francia a establecerse en Brandeburgo-Prusia. Al mismo tiempo, desautorizó las propiedades a favor de una administración central absolutista. También sentó las bases para el servicio civil prusiano.
En 1657, el Elector logró liberar al Ducado de Prusia de la soberanía polaca en el Tratado de Wehlau. La soberanía del ducado fue finalmente reconocida en el Tratado de Oliva de 1660. Este fue un requisito previo crucial para su elevación a la categoría de reino bajo el hijo de El Gran Elector. La victoria de Suecia y Brandeburgo en la guerra de Escania (1674-1679) permitió al estado ampliar aún más su posición de poder a pesar de la falta de ganancias de tierras. Durante su mandato, Federico Guillermo había convertido a Brandeburgo, que anteriormente había sido relativamente insignificante, en el segundo territorio más poderoso del Imperio después de Austria. Así, fue colocada la primera piedra para el reino posterior.
A instancias de Federico Guillermo y su esposa Luisa Enriqueta de Orange-Nassau, importantes estudiosos neerlandeses, especialmente de la Universidad de Leiden, contribuyeron a la modernización del estado Brandeburgo-Prusiano.

### Reino de Prusia (1701–1918)

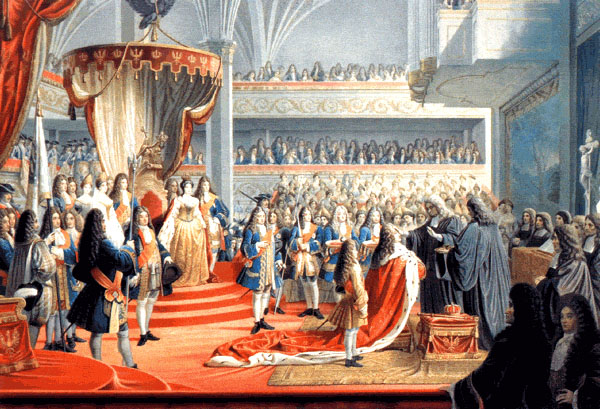
El Elector Federico III se coronó rey Federico I en Prusia, Königsberg.

#### Adquisición de la dignidad real por Federico I (1701–1713)
El rango, la reputación y el prestigio de un príncipe fueron factores políticos importantes en la era del absolutismo. El elector Federico III, por lo tanto, usó la soberanía del ducado de Prusia para tratar de elevarlo al reino y el suyo al rey. Al hacerlo, trató sobre todo de mantener la igualdad en las relaciones con Sajonia con el Elector de Sajonia, que también era Rey de Polonia, y con el Elector de Brunswick-Luneburgo ("Kurhannover"), que era candidato al trono inglés.
Como no había corona dentro del Sacro Imperio Romano, excepto la del emperador, el Elector Federico III buscó la dignidad real para el Ducado de Prusia y no para la parte más importante del país, el Margraviato de Brandeburgo. El Emperador Leopoldo finalmente estuvo de acuerdo en que Federico debería recibir el título real del Ducado de Prusia, que no pertenecía al Imperio. Así, Federico se coronó el 18 de enero de 1701 en Königsberg y se convirtió en Federico I, "rey en Prusia".
El título restrictivo "en Prusia" era necesario porque el término "Rey de Prusia" habría sido entendido como un reclamo para gobernar todo el territorio prusiano. Dado que Varmia y Prusia Occidental todavía estaban bajo la soberanía de la corona polaca, esto habría creado conflictos con el país vecino, cuyos gobernantes aún reclamaban el título de "Rey de Prusia" hasta 1742. Sin embargo, desde 1701, el nombre general del Reino de Prusia se había convertido gradualmente en común en todas las áreas gobernadas por los Hohenzollern, ya sea dentro o fuera del Sacro Imperio Romano. El centro del estado de Hohenzollern siguió siendo la capital, Berlín, y la residencia de verano Potsdam. Sin embargo, todas las coronaciones reales tuvieron lugar tradicionalmente en Königsberg.
Federico I dejó en gran medida el manejo de los asuntos políticos al llamado Gabinete de los tres condes que se concentró en un elaborado sistema judicial de estilo francés que llevó a su estado al borde de la ruina. El sistema financió la pompa en la corte alquilando soldados prusianos a la Alianza en la guerra de sucesión española. Cuando Federico I murió en febrero de 1713, dejó deudas por veinte millones de táleros.

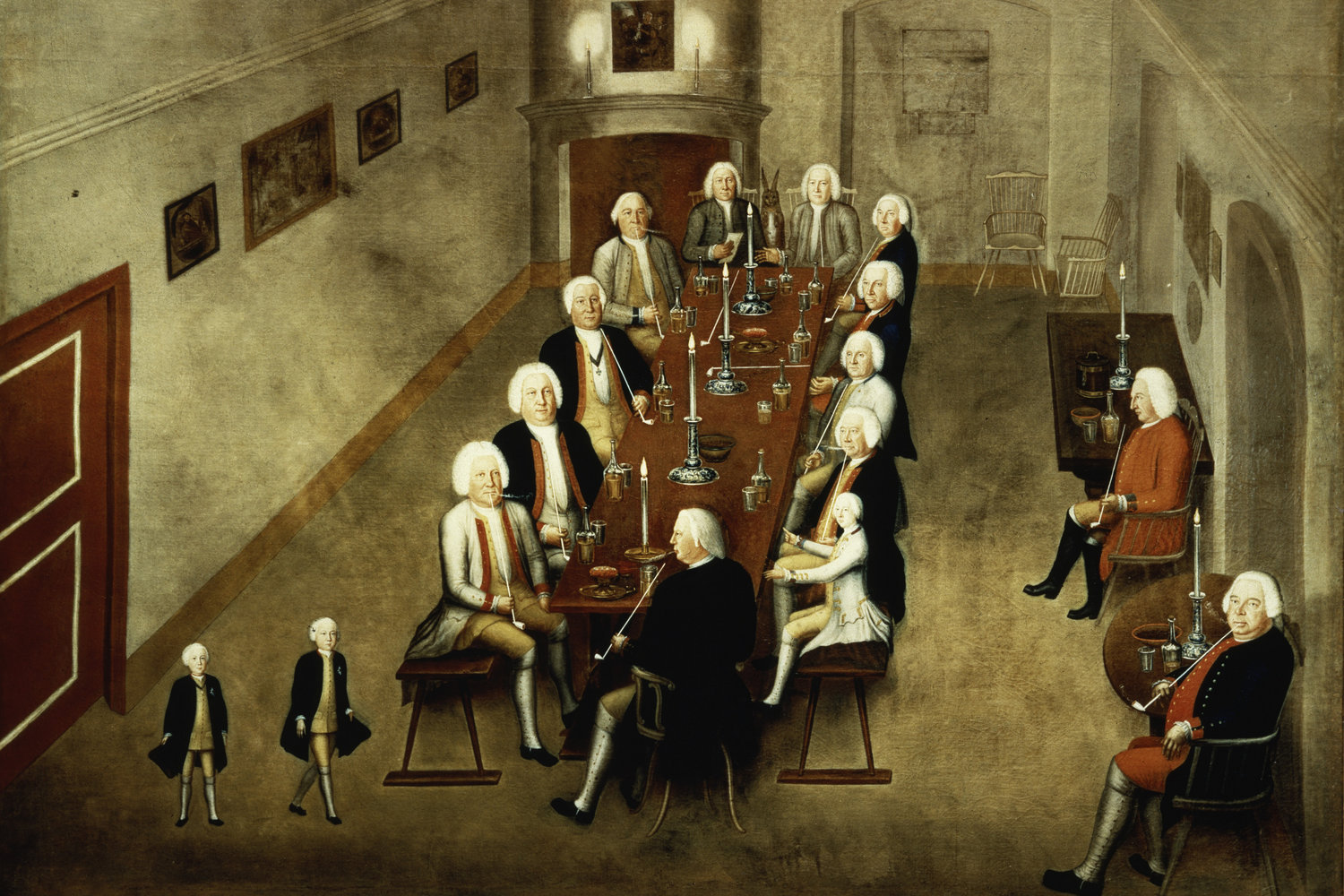
((Tabakskollegium de Federico Guillermo I de Prusia (1736).

#### Centralización y militarización bajo Federico Guillermo I (1713–1740)
Sin embargo, no fue hasta la guerra de sucesión española y su fin mediante el tratado de Utrecht que Prusia fue confirmada como un reino. Federico Guillermo I, segundo rey de Prusia (1713–1740), transformó a su reino en una potencia militar. Se vio envuelto en la disputa por el territorio de Pomerania frente a Suecia, parte de la cual le fue entregada mediante el Tratado de Estocolmo en 1720. Instauró una corte austera y eficaz, centralizando la administración financiera. Federico siempre vestía uniforme militar y dedicó gran parte de sus recursos al desarrollo del ejército. La creación de la Guardia de Potsdam fue su logro mayor en esta área.

#### Aumento del prestigio prusiano bajo Federico II (1740-1786)

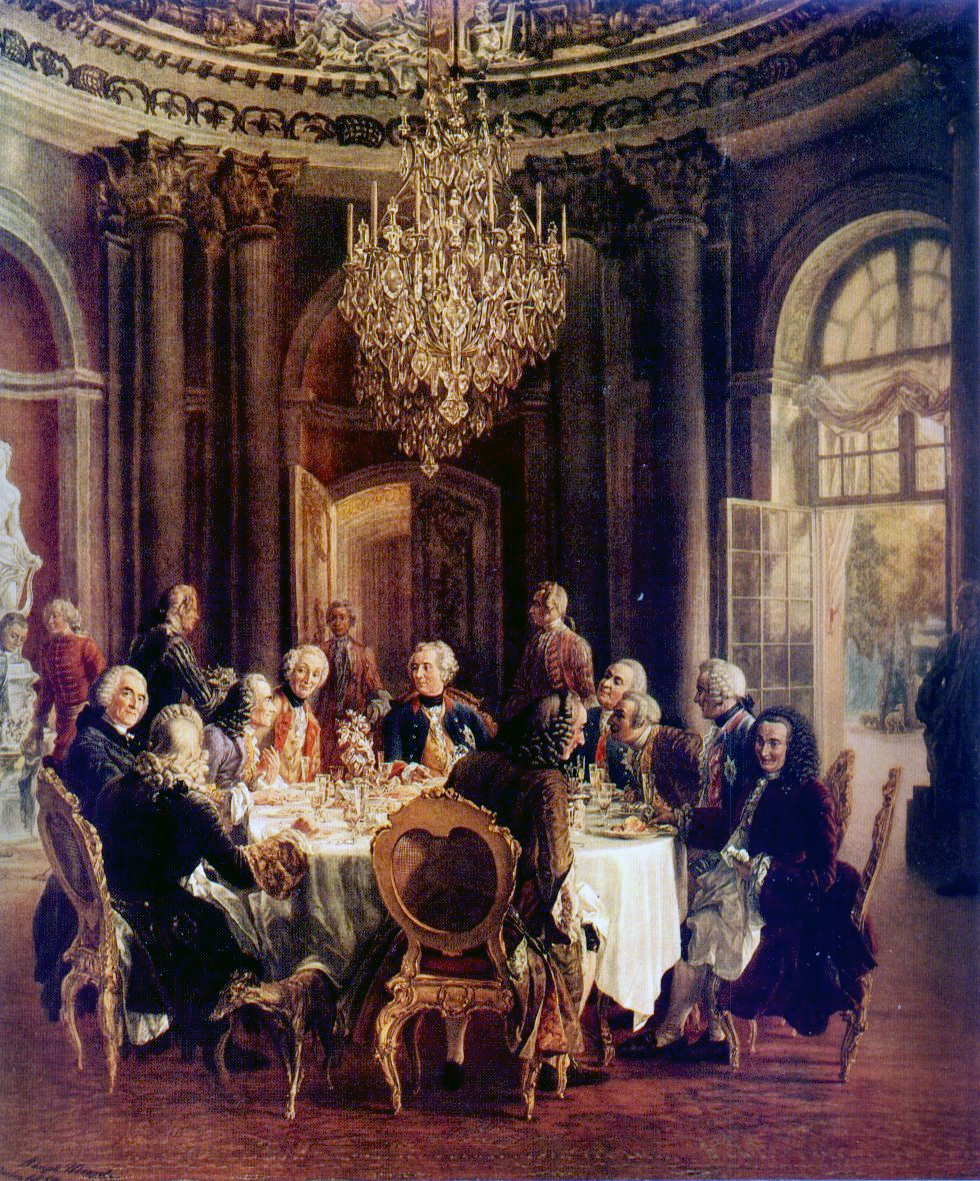
Voltaire en Sanssouci, el palacio de Federico II el Grande.

El 31 de mayo de 1740, su hijo Federico II, más tarde llamado Federico el Grande, ascendió al trono. En su primer año en el gobierno, hizo que el ejército prusiano entrara en Silesia, que era parte de Austria. Esto inició el dualismo prusiano-austriaco, la lucha de las dos principales potencias alemanas por la supremacía imperial.
En las tres guerras de Silesia (1740-1763) Prusia se aseguró la provincia recién adquirida. En la guerra de los Siete Años (1756-1763), Prusia, aliada con Gran Bretaña, se enfrentó, tas la conocida como Revolución diplomática, a una coalición de Austria, Francia, Rusia y Sajonia y, a pesar del gran éxito militar, estuvo al borde del colapso. Se salvó de la derrota solo por el fracaso de Austria y Rusia para conquistar Berlín juntos después de la devastadora derrota de Federico en la Batalla de Kunersdorf ("Milagro de la Casa de Brandeburgo") y por la muerte de Isabel I de Rusia. Su sucesor, el zar Pedro III, era un admirador de Federico y liberó a Rusia de la alianza. Esto obligó a sus oponentes a negociar con Federico, otorgándole la posesión final de Silesia en la Paz de Hubertusburg. Prusia, cuyo ejército ahora se consideraba uno de los mejores de Europa, se había convertido en la quinta gran potencia del continente.
Federico II era un representante del absolutismo ilustrado y se veía a sí mismo como el "primer servidor del estado". Abolió la tortura, redujo la censura, sentó las bases para la ley general de tierras prusianas y, con la concesión de la completa libertad de culto, trajo exiliados adicionales al país. Bajo su gobierno, se promovió la expansión del país, así como la población de áreas previamente deshabitadas, como las regiones del Oder y el Notec.
Junto con Austria y Rusia, Federico llevó a cabo la primera partición de Polonia en 1772, adquirió la Prusia polaca, que se incorporó a Prusia Occidental, y el Distrito Netze que pasó a Prusia Oriental. Los Territorios Hohenzollern de Pomerania y Prusia Oriental ya no estaban separados por territorio polaco. Además, todas las áreas prusianas ahora pertenecían al estado Hohenzollern, por lo que Federico ahora podía llamarse a sí mismo Rey de Prusia. Murió el 17 de agosto de 1786 en el Palacio de Sanssouci.

#### Estancamiento y fin del estado feudal prusiano (1786-1807)

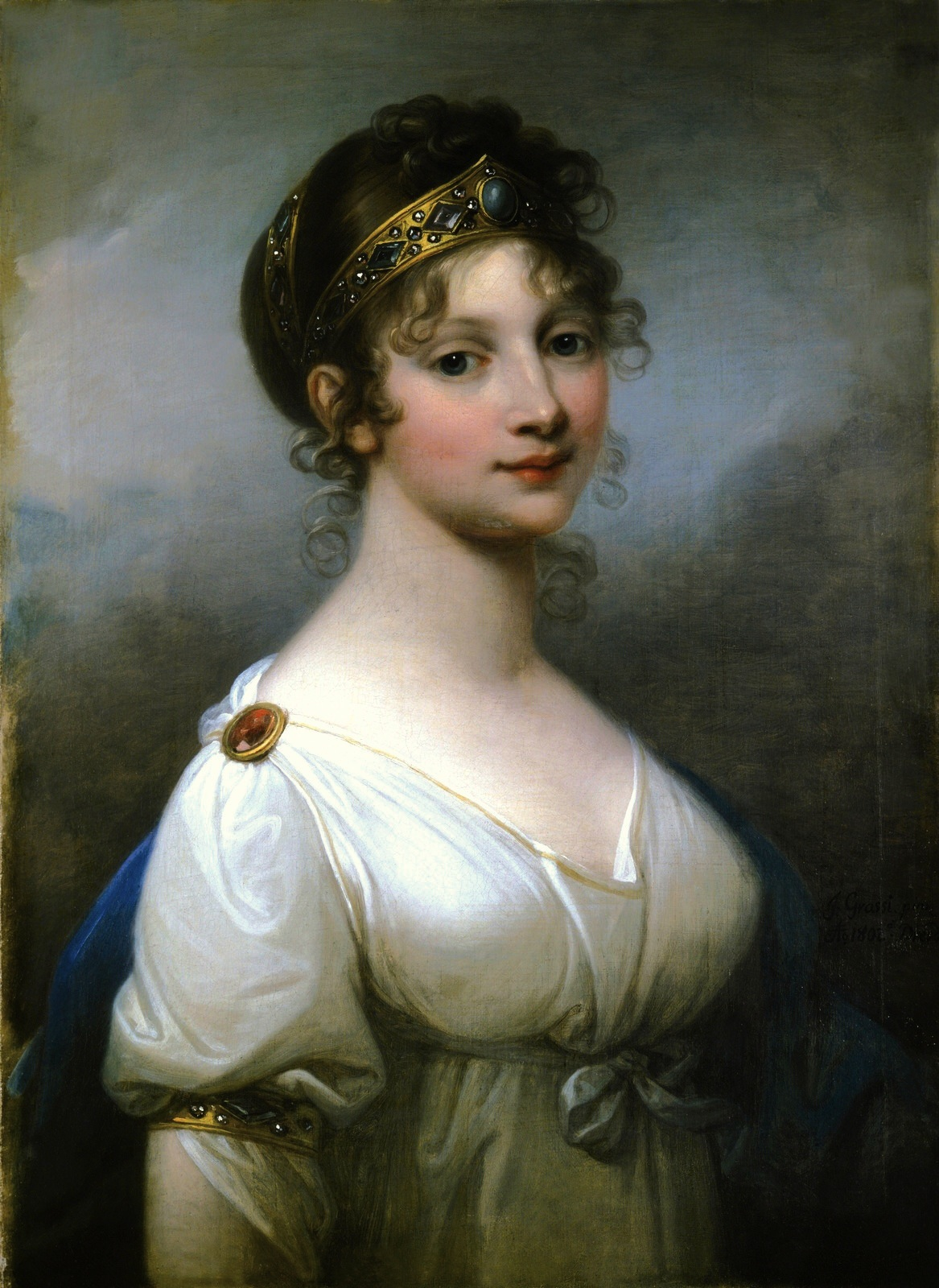
La reina Luisa de Mecklemburgo-Strelitz (1776-1810), esposa de Federico Guillermo III, venerada por el pueblo. y madre de Kaiser Guillermo I.

Después de la muerte de Federico II, su sobrino Federico Guillermo II (1786-1797) ascendió al trono prusiano. Berlín se transformó en la década de 1790 a una ciudad clasicista. Aquí, como en todo el imperio, la creciente clase media educada recibió la Revolución Francesa mayoritariamente de manera positiva. En 1794 entró en vigor la ley general de tierras, un cuerpo de leyes integral, cuya elaboración ya había comenzado bajo Federico II.
En política exterior, a través de una alianza con el Imperio Otomano, Prusia obligó a Austria a firmar una paz separada en la Guerra Turca Ruso-Austriaca en 1790. Federico Guillermo continuó con la política de división hacia Polonia, para que Prusia pudiera asegurar más áreas hasta Varsovia en la segunda y tercera partición de Polonia (1793 y 1795). Las nuevas provincias de Prusia del Sur (1793), Nueva Prusia Oriental y Nueva Silesia (ambas de 1795) se formaron a partir de ellas. La población creció en 2,5 millones, pero las nuevas adquisiciones se perdieron después de la derrota contra Francia en 1806.
La Revolución Francesa acercó a Austria y Prusia. Aunque el gobierno prusiano había visto inicialmente la revolución con benevolencia, el 7 de febrero de 1792, entró en una alianza de defensa con Austria, a través de la Declaración de Pillnitz a favor del rey Luis XVI. Entonces Francia declaró la guerra a ambos países el 20 de abril de 1792. Durante la Primera Coalición, el avance rápido inicial después de la Batalla de Valmy fue seguido por la retirada de las tropas prusianas y austriacas de Francia. Entonces las tropas revolucionarias francesas avanzaron hacia el Rin. Después de la Paz de Basilea en 1795, Prusia abandonó la alianza antifrancesa durante más de una década. Federico Guillermo II murió el 16 de noviembre de 1797 y fue sucedido por su hijo Federico Guillermo III (1797-1840).
Entre 1795 y 1806, Prusia se benefició de una política exterior que favoreció a Francia. Con su apoyo, se convirtió efectivamente en el poder supremo del norte de Alemania. En el período principal de la Diputación Imperial de 1803, el estado recibió en compensación por sus pérdidas en la orilla izquierda del Rin: una gran parte del Obispado de Münster, las diócesis de Hildesheim y Paderborn y otras áreas. Además, Prusia ocupó el Electorado de Hannover asociado con Gran Bretaña por un corto tiempo.
Cuando las negociaciones con Francia para dividir las esferas de influencia en Alemania fracasaron en 1806, la guerra estalló nuevamente. En la batalla de Jena, Prusia sufrió una aplastante derrota contra las tropas de Napoleón I, lo que significó la desaparición del antiguo estado prusiano. En la Paz de Tilsit, Prusia perdió aproximadamente la mitad de su territorio: todas las áreas al oeste del Elba, así como las ganancias de la segunda y tercera división polaca. Además, el país tuvo que aceptar una ocupación francesa, abastecer a las tropas extranjeras y hacer grandes contribuciones a Francia. Prusia en realidad perdió su posición de superpotencia y fue solo un estado intermedio entre Francia y Rusia en términos de tamaño y función.

#### Reformas estatales y guerras de liberación (1807-1815)

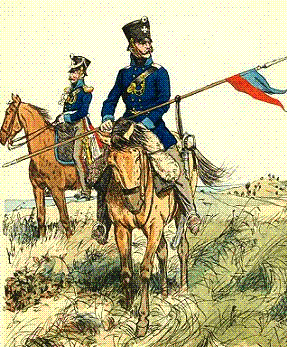
La caballería prusiana Landwehr en las Guerras de Liberación.

Las condiciones de la paz de Tilsit, que se percibieron como intolerables, también provocaron una renovación del estado. Las reformas fundamentales emprendidas después de 1807 tenían como objetivo cambiar las condiciones internas que habían llevado a la derrota de 1806, e impulsar su política exterior para sacudir la hegemonía francesa. El estado se modernizó con las reformas de Stein-Hardenberg dirigidas por Friedrich vom Steinn, Gerhard von Scharnhorst y Karl von Hardenberg. En 1807 se abolió la servidumbre de los agricultores, en 1808 se introdujo el autogobierno local y en 1810 se otorgó la libertad de comercio. El enviado Wilhelm von Humboldt, que fue retirado de Roma, rediseñó el sistema educativo y fundó la primera Universidad de Berlín en 1809, que lleva su nombre. La reforma del ejército se completó en 1813 con la introducción del servicio militar obligatorio.
Prusia participó en la invasión napoleónica de Rusia en 1812 como aliado de Francia. Después de la derrota de la "Grande Armée", sin embargo, el teniente general prusiano, Graf Yorck, negoció la Convención de Tauroggen con el general del ejército ruso Hans von Diebitsch el 30 de diciembre de 1812. La iniciativa contempló un armisticio y determinó que Yorck debería liberar a sus tropas prusianas de la alianza con el ejército francés. Yorck actuó por iniciativa propia, sin las órdenes de su rey, que dudó durante varios meses entre la lealtad forzada a Francia y una política amigable con Rusia. La convención se entendió en Prusia como el comienzo del levantamiento contra el dominio francés. Finalmente, Federico Guillermo también cambió de política cuando fomentó la lucha de liberación en marzo de 1813 con su llamado "A mi pueblo". Entonces, las tropas prusianas bajo Blucher y Gneisenau hicieron una contribución decisiva a la victoria sobre Napoleón en la batalla de Leipzig en 1813, en el avance aliado a París en la campaña de primavera en 1814 y en la batalla de Waterloo en 1815.

#### De la restauración a la revolución de marzo (1815-1848)

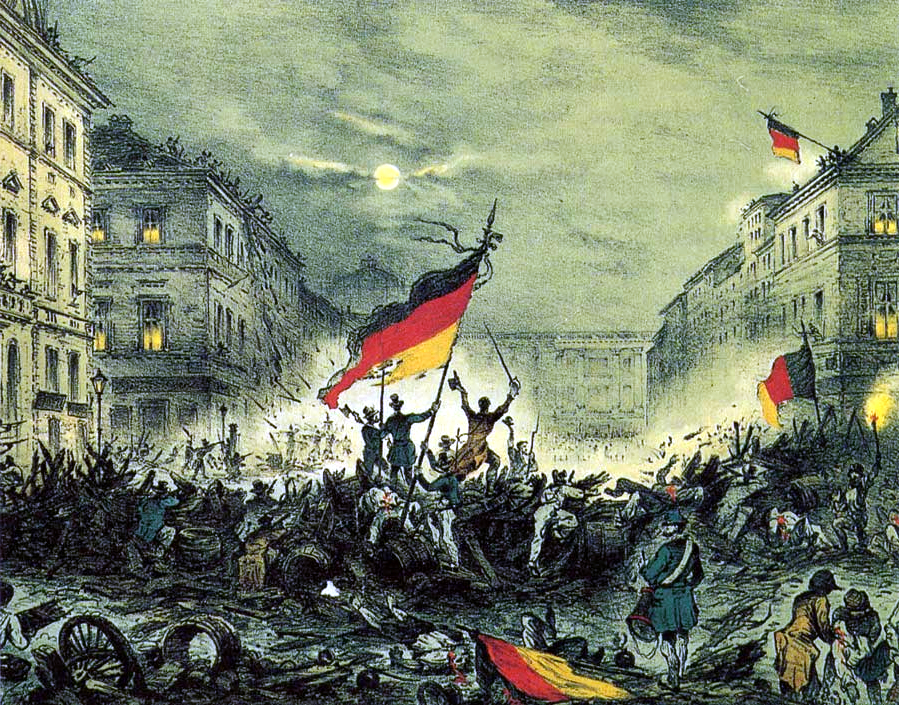
Revolucionarios en la lucha de la barricada en Berlín, 18 de marzo de 1848.

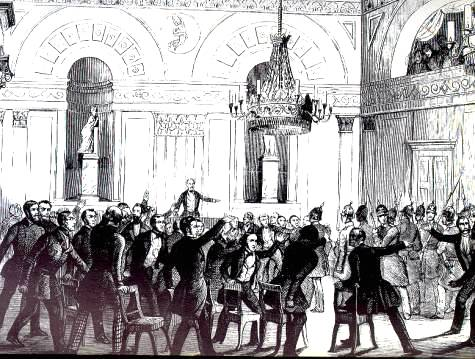
Disolución violenta de la Asamblea Nacional Prusiana.

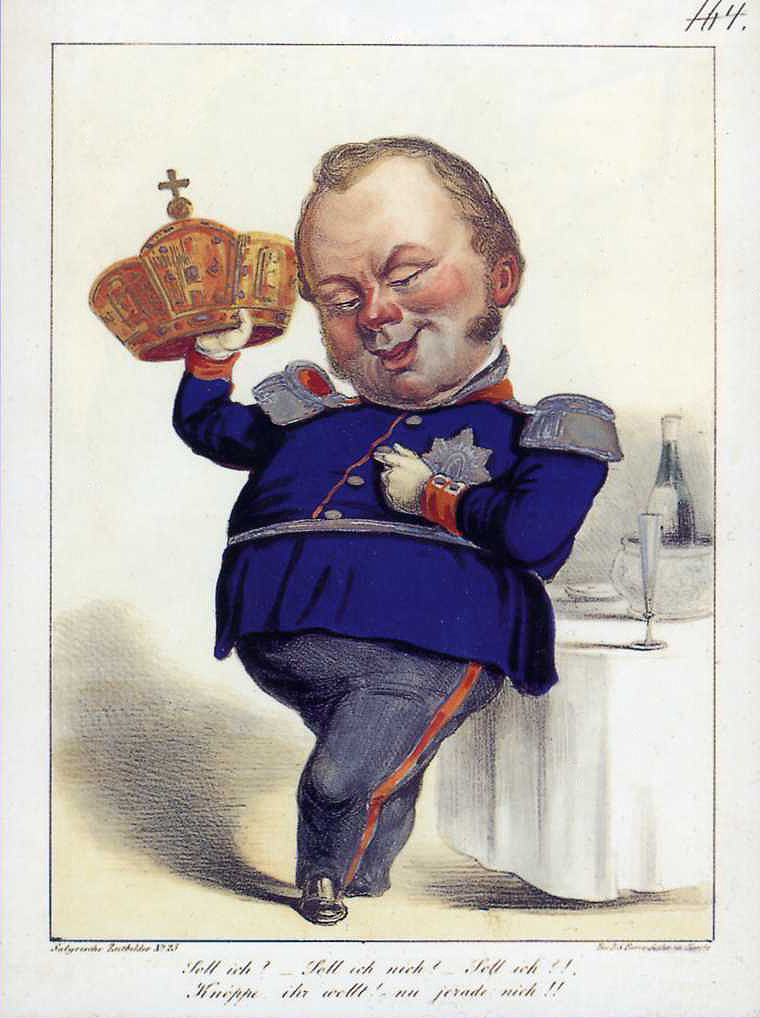
Caricatura de Federico Guillermo IV jugando indeciso con la corona imperial que le había ofrecido la Asamblea de Fráncfort.

En el Congreso de Viena en 1815, Prusia conservó la mayor parte de su territorio. Se agregaron el resto de la Pomerania Occidental sueca y la parte norte del Reino de Sajonia. Además, Prusia ganó áreas considerables en el oeste, que pronto fusionó con la provincia de Westfalia y la provincia del Rin, en asociación con el antiguo territorio occidental. En las nuevas provincias del oeste, se construyeron fortalezas en Coblenza, Colonia y Minden, diseñadas en la nueva forma de fortificación prusiana, para asegurar su supremacía. Prusia recuperó la antigua provincia polaca de Poznan, que se había unido al Ducado de Varsovia en 1807, pero perdió áreas de la segunda y tercera partición de Polonia ante Rusia. Desde entonces, el estado prusiano consistió en dos grandes bloques territoriales, espacialmente separados en el este y el oeste de Alemania. Además, Prusia se convirtió en miembro de la Confederación Germánica.
La promesa hecha a su pueblo durante las guerras de libertad de darle al país una constitución, fue incumplida por Federico Guillermo III. A diferencia de la mayoría de los otros estados alemanes, no se creó ningún organismo representativo para el estado en su conjunto en Prusia. Además de la nobleza influyente en las provincias, las ciudades eran autónomas, aunque había una cierta supervisión estatal.
El gobierno real creía que podría evitar los esfuerzos liberales hacia una monarquía constitucional y los derechos de participación democrática. A nivel de política exterior, la Santa Alianza junto con el zar del imperio ruso y el emperador de Austria, cumplió el objetivo de suprimir los esfuerzos de democracia en toda Europa, si bien solamente de forma temporal.
Sin embargo, los esfuerzos del gobierno real para luchar contra el liberalismo, la democracia y la idea de unificar Alemania se opusieron a fuertes restricciones económicas. Debido a la división de su territorio en dos, la unificación económica de Alemania después de 1815 fue en interés de Prusia. Por lo tanto, el reino fue una de las fuerzas impulsoras de la Unión Aduanera de Alemania, de la que se convirtió en miembro en 1834. Con el éxito de la unión aduanera, cada vez más partidarios de la unificación alemana confiaron en que Prusia reemplazaría a Austria como la principal potencia del gobierno federal. Sin embargo, el gobierno prusiano no quería comprometerse con la unificación política de Alemania.
Las expectativas iniciales, entre los liberales y los partidarios de la unificación alemana, sobre el rey Federico Guillermo IV (1840-1861) pronto se vieron reducidas. Incluso el nuevo rey no ocultó su aversión a una constitución. Sin embargo, la gran necesidad financiera para la construcción del Ferrocarril del Este, que fue exigida por los militares, requirió la aprobación de fondos presupuestarios de todas las provincias. Es por eso que el Parlamento de los Estados Unidos finalmente se convocó en la primavera de 1847. En su discurso de apertura, el rey dejó inequívocamente claro que consideraba el parlamento estatal solo como un instrumento para otorgar dinero y que no quería ver ningún tema constitucional discutido. Sin embargo, dado que la mayoría del parlamento estatal exigió no solo el derecho a aprobar el presupuesto, sino también el control parlamentario de las finanzas públicas y una constitución, el cuerpo se disolvió nuevamente después de un corto tiempo. Prusia se enfrentó a un conflicto constitucional incluso antes de que estallara la Revolución de Marzo.
Después de las manifestaciones populares en el suroeste de Alemania, la revolución finalmente llegó a Berlín el 18 de marzo de 1848. Federico Guillermo IV, que inicialmente había rechazado a los insurgentes, retiró las tropas de la ciudad y parecía inclinarse ante las demandas de los revolucionarios. El Parlamento Unido se reunió nuevamente para decidir la convocación de una Asamblea Nacional Prusiana (ANP), que se reunió del 22 de mayo a septiembre de 1848 en Berlín.
La corona había encomendado a la ANP la tarea de redactar una constitución con ella. Sin embargo, la Asamblea Nacional no aprobó el borrador de constitución del gobierno, sino que elaboró su propio borrador con la Carta de Waldeck. La política constitucional de la ANP también condujo a una contrarrevolución: la disolución de la asamblea y la introducción de una constitución impuesta (prescrita) por la parte superior del estado. Esta constitución impuesta retuvo algunos puntos en la tabla, pero por otro lado restauró las prerrogativas centrales de la corona. Sobre todo, la ley electoral de tres clases introducida dio forma a la cultura política de Prusia hasta 1918.
En la Asamblea Nacional de Fráncfort, prevalecieron los partidarios del Großdeutschland, que preveía un imperio que incluía las partes de Austria de habla alemana. Sin embargo, dado que Austria solo quería aceptar una unificación del Imperio con la inclusión de todas sus partes del país, finalmente se decidió la llamada solución Kleindeutsche Lösung bajo el liderazgo de Prusia. De esta forma, la democracia y la unidad alemana fracasaron en 1849 cuando Federico Guillermo IV rechazó la corona imperial que la Asamblea Nacional le había propuesto. La revolución finalmente fue sofocada en el suroeste de Alemania con la ayuda de las tropas prusianas.

#### De la Revolución a la Fundación de la Confederación (1849-1866)

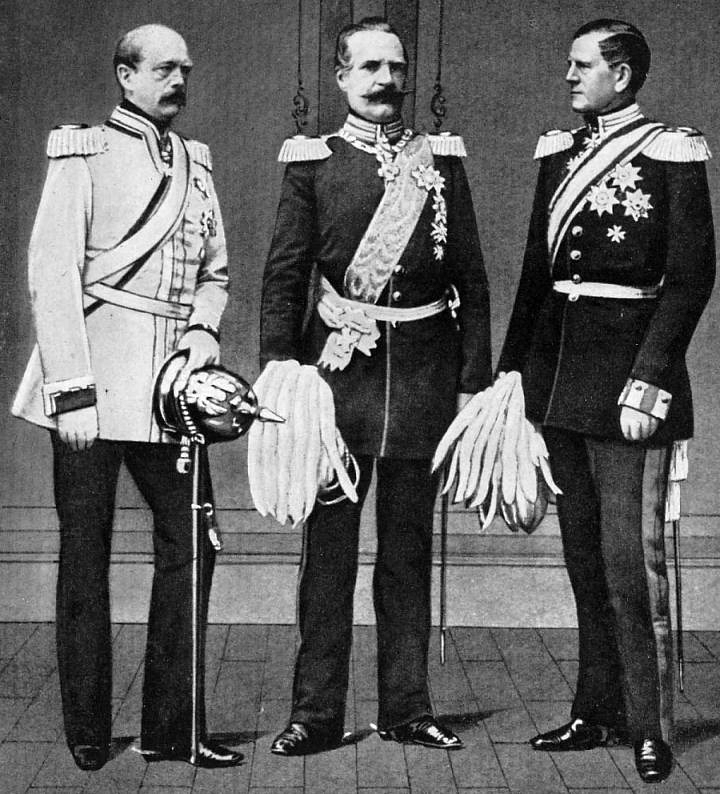
Bismarck, Roon, y Von Moltke.

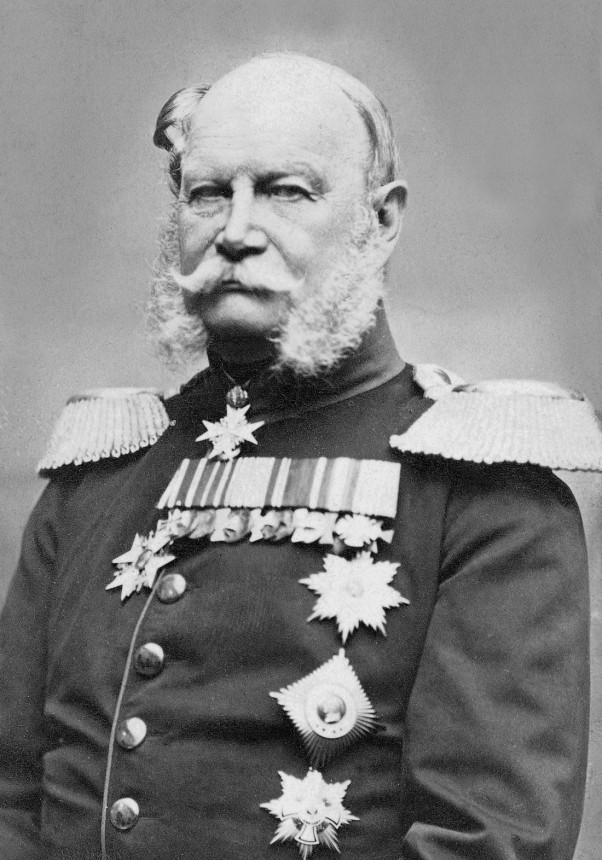
Guillermo I en 1867.

Durante la represión de la revolución, Prusia intentó una unificación renovada, aunque con un borrador de constitución más conservador y una cooperación más estrecha con los estados centrales. Mientras tanto, Austria intentó imponer una Gran Austria. Después de que el conflicto político-diplomático entre las dos principales potencias alemanas casi condujo a la guerra en la crisis de otoño de 1850, Prusia finalmente abandonó su Unión de Erfurt. Entonces, la Confederación Germánica fue restaurada casi sin cambios. Durante la Era reaccionaria, Prusia y Austria volvieron a trabajar en estrecha colaboración para contener los movimientos democráticos y nacionales; Sin embargo, a Prusia se le negó el estatus de igualdad con Austria.
Guillermo I ascendió al trono prusiano en 1861, y junto con el ministro de guerra Albrecht von Roon, buscó una reforma del ejército que incluyera términos de servicio más largos y una mejora del ejército prusiano. Sin embargo, la mayoría liberal del parlamento del estado prusiano, que tenía derechos sobre la ley de presupuesto, no quería aprobar los fondos necesarios. Ello desató un conflicto constitucional en el curso del cual el rey consideró su abdicación, y como último recurso, Guillermo decidió en 1862 nombrar primer ministro a Otto von Bismarck quien había sido un vehemente partidario del reclamo real del gobierno autocrático y gobernó durante años en el período de conflicto contra la constitución y el parlamento.
Al considerar que la corona prusiana podría obtener el apoyo popular si lideraba el movimiento de unificación alemán, Bismarck siguió una política ofensiva que eventualmente condujo a las tres guerras de unificación. En este contexto Dinamarca aprobó la llamada Constitución de noviembre de 1863, con la que el gobierno danés, contrario a las disposiciones del Protocolo de Londres de 1852, trató de vincular el Ducado de Schleswig al Reino de Dinamarca, con la exclusión de Holstein. Esto desencadenó la guerra de los Ducados de 1864, que Prusia y Austria libraron en nombre de la Confederación Germánica. Después de la victoria de las tropas de la Confederación, la corona danesa tuvo que prescindir de los ducados de Schleswig, Holstein y Lauenburg en la paz de Viena. Como resultado, los Ducados fueron inicialmente administrados conjuntamente por Prusia y Austria.
Poco después del final de la guerra con Dinamarca, estalló una disputa entre Austria y Prusia sobre la administración y el futuro de Schleswig-Holstein. Sin embargo, su causa más profunda fue la lucha por la supremacía en la Confederación Germánica. Bismarck logró persuadir al rey Guillermo, que había dudado por razones de lealtad a Austria, para encontrar una solución bélica. Del lado de Prusia, entraron en la guerra algunos estados del norte de Alemania y Turingia, además del Reino de Italia (batalla de Custoza y batalla naval de Lissa).
En la guerra austro-prusiana, el ejército de Prusia bajo el mando del general Helmuth von Moltke obtuvo la victoria decisiva en la Batalla de Sadowa el 3 de julio de 1866. En la Paz de Praga del 23 de agosto de 1866, Prusia pudo hacer cumplir sus demandas: Austria tuvo que reconocer la disolución de la Confederación Germánica, renunciar a la participación en la "nueva organización de Alemania" y reconocer la "relación federal más estrecha" que Prusia tenía con los estados alemanes al norte del país. Mientras Prusia se anexionó varios Estados miembros de la Confederación disuelta, Austria permaneció intacta territorialmente ante la insistencia de Bismarck y contra la resistencia del rey Guillermo. Este fue un requisito previo crucial para la alianza posterior con la monarquía de Viena.

#### Confederación Alemana del Norte y fundación del Imperio (1866-1871)

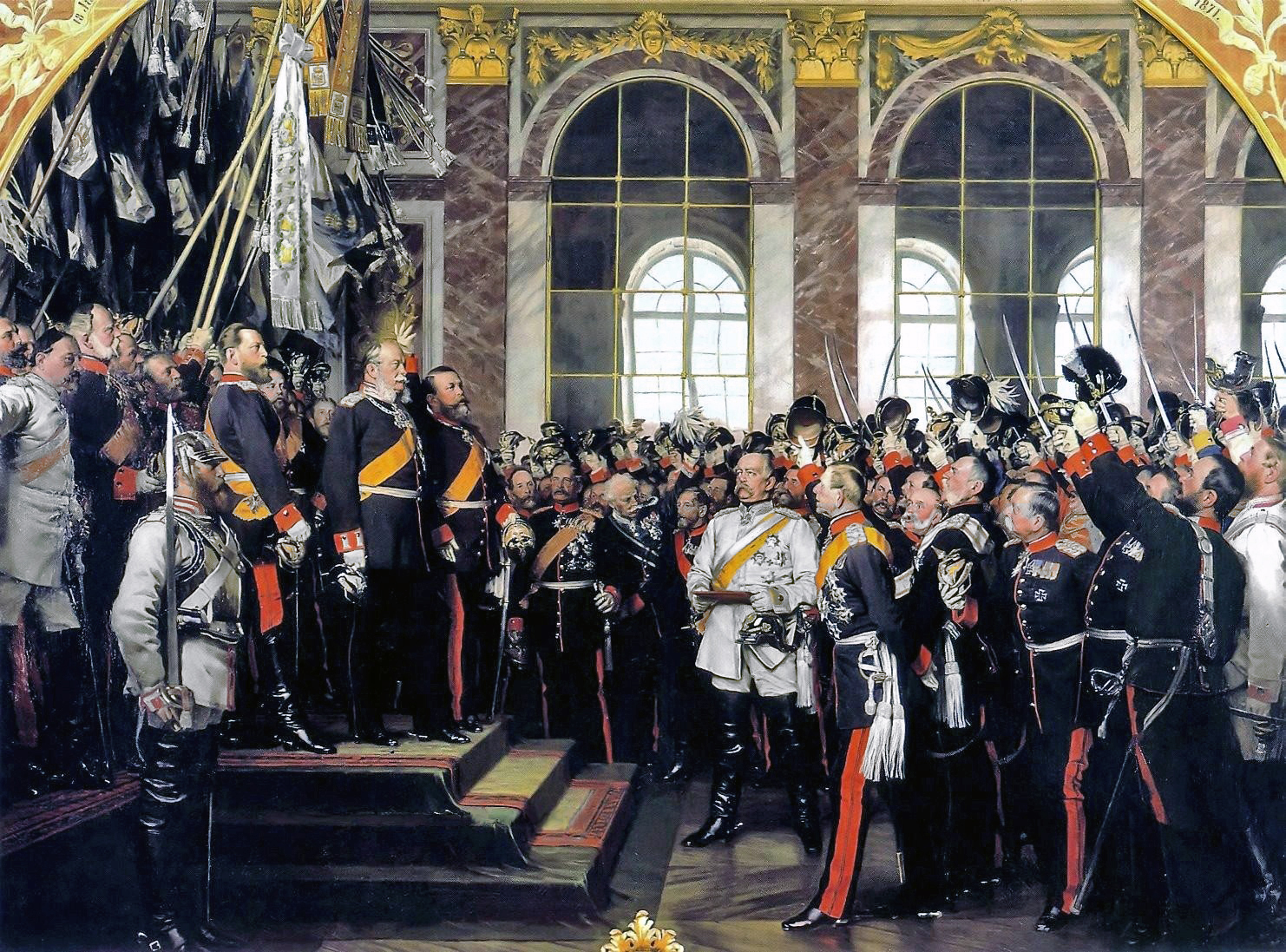
Guillermo I es proclamado Kaiser.

Expansión prusiana de 1807 a 1871:
Prusia tras el Tratado de Tilsit (1807)
Territorios ganados o recuperados en 1815.
Territorios obtenidos tras las guerras con Dinamarca y Austria (1865-1866).

Como resultado de la guerra contra Austria, Prusia aumentó considerablemente su poder. Primero, el 18 de agosto de 1866, estableció un acuerdo de defensa con sus aliados. La Alianza de agosto se preparó para el establecimiento de la Confederación Alemana del Norte. Con las anexiones de octubre de 1866, Prusia pasó a incluir oficialmente las áreas ya ocupadas durante la guerra: el Reino de Hannover, el Electorado de Hesse-Kassel, el Ducado de Nassau, la Ciudad Libre de Fráncfort y todo el Schleswig-Holstein. A partir de entonces, la casi totalidad del norte de Alemania formó parte del territorio prusiano. Además, Prusia formó las llamadas alianzas protectoras y defensivas con los estados anteriormente opuestos del sur de Alemania, cuyas tropas deberían colocarse bajo el mando del rey prusiano en caso de guerra.
En el interior, Bismarck puso fin al conflicto constitucional prusiano a través de la Ley de indemnización. Posteriormente ratificó el derecho de aprobación del presupuesto para el parlamento estatal prusiano. Los liberales de derecha, más tarde los liberales nacionales, apoyaron el proyecto de ley y trabajaron estrechamente con Bismarck. Los liberales de izquierda permanecieron en la oposición. Los conservadores por su parte se dividieron sobre la cuestión de si Bismarck y sus políticas deberían ser apoyadas.
La política de Prusia hacia Austria solo fue posible porque Francia se mantuvo neutral. Y es que Bismarck entretuvo a Napoleón III con vagas promesas de que Luxemburgo podría ser integrado en Francia si esta toleraba la política prusiana. Ahora, sin embargo, Francia se enfrentaba a una Prusia fortalecida que ya no quería saber sobre los compromisos territoriales anteriores. En 1870, la disputa sobre la candidatura al trono español del príncipe católico Hohenzollern Leopoldo de Hohenzollern-Sigmaringen se intensificó, lo que Bismarck usó para provocar la guerra con Francia. Después de que Bismarck publicara el llamado Telegrama de Ems, el gobierno francés declaró la guerra a Prusia.
Después de la rápida victoria alemana en la guerra franco-prusiana y el consiguiente entusiasmo nacional en Alemania, los príncipes del sur ahora se sintieron obligados a unirse a la Confederación Alemana del Norte. Esto fue seguido por la proclamación del Imperio alemán en la versión "Kleindeutsche Lösung", que ya había sido propuesta por la Asamblea Nacional (1848-1849) como modelo para la unificación alemana. La Constitución Federal, que entró en vigor el 1 de enero de 1871, transfirió la presidencia Imperial al rey prusiano. Como parte de una proclamación en la Galería de los Espejos del Palacio de Versalles, Guillermo aceptó el título de "Emperador alemán" el 18 de enero de 1871, el 170 aniversario de la coronación de Federico I.

#### Prusia en el Imperio alemán (1871-1918)

Estandarte del rey (1871-1918).

Desde la fundación del Imperio en 1871 hasta la Revolución de noviembre de 1918, la política alemana y prusiana estuvieron estrechamente vinculadas, ya que el rey de Prusia era al mismo tiempo emperador alemán y el primer ministro prusiano, a excepción de los cortos períodos de mandato de Botho zu Eulenburg y Albrecht von Roon, siempre fue canciller del Imperio.
Entre 1871 y 1887, Bismarck dirigió la llamada "Kulturkampf" en Prusia para suprimir la influencia del catolicismo. La resistencia de la población católica y el clero, especialmente en Renania y en las antiguas zonas polacas, obligó a Bismarck a poner fin al conflicto sin resultados. En las partes orientales de Prusia, la lucha cultural fue acompañada por un intento de una política de germanización.
Guillermo I fue sucedido en marzo de 1888 por Federico III, que ya estaba gravemente enfermo, y murió después de un reinado de solo 99 días. En junio del "Año del Tres Emperadores", Guillermo II ascendió al trono. Despidió a Bismarck en 1890 y desde entonces gobernó en gran medida las políticas del país, lo que solo cambió en el curso de la Primera Guerra Mundial, cuando tanto el emperador como el gobierno del Imperio dejaron en gran medida la autoridad para emitir directivas al Comando Supremo del Ejército bajo los generales Paul von Hindenburg y Erich Ludendorff. Los poderes victoriosos vieron al emperador como uno de los principales responsables del estallido de la guerra. En varias notas de respuesta a la solicitud de alto el fuego alemana de octubre de 1918, insistieron en su abdicación. Guillermo II inicialmente consideró abdicar solo como emperador alemán, pero no como rey de Prusia. Debido a sus dudas, la situación revolucionaria en Berlín empeoró, por lo que el 9 de noviembre el canciller Max von Baden anunció —sin el consentimiento del interesado— que el emperador había renunciado a ambas coronas. Esto puso fin de facto a la monarquía en Prusia y Alemania. El 28 de noviembre, Guillermo II abdicó oficialmente desde el exilio en los Países Bajos.

### El Estado Libre de Prusia durante la República de Weimar (1918-1933)

Estados federados de la República de Weimar. Prusia en color celeste.

El Tratado de Versalles estipuló la anexión de una parte del territorio de Prusia a la recién restablecida Polonia, mientras que las ciudades prusianas del Báltico Danzig y Memel fueron declaradas ciudades libres. Estas medidas dividieron drásticamente el territorio prusiano, dejando a Prusia oriental totalmente separada del resto de Alemania.
La llegada de la democracia llevó a la fundación del Estado Libre de Prusia y la formación de un gobierno de coalición de socialdemócratas (SPD), católicos (Partido de Centro) y liberales (DDP), la llamada coalición de Weimar, que gobernó entre 1919 y 1932 (ampliada por el conservador DVP entre 1921 y 1925). Así, entre los estados federados de la República de Weimar, Prusia podía considerarse como el «baluarte de la democracia».
En las elecciones regionales de abril de 1932, los dos partidos radicales comunista (KPD) y nacionalsocialista (NSDAP) juntos consiguieron más escaños que todos los demás partidos, con lo que el parlamento no logró elegir una coalición capaz de gobernar, por lo que el gabinete de Otto Braun siguió en funciones. Esto dio al canciller del Imperio, Franz von Papen, la ocasión de llevar a cabo el llamado «Golpe de Estado de Prusia»: a través de un decreto presidencial, el gobierno del Imperio disolvió al gobierno de Braun con el argumento de que había perdido el control sobre el orden público en Prusia, y el mismo Papen asumió el poder ejecutivo en el Libre Estado de Prusia, ya sin control parlamentario. De esta forma, el gobierno de partidos democráticos más importante de Alemania quedó apartado del poder. Este golpe facilitó de manera decisiva el ascenso de Adolf Hitler al poder medio año más tarde, ya que desde el inicio podía contar con los instrumentos de poder del gobierno prusiano, sobre todo el aparato policial.
A partir de ahí, Prusia subsiste como territorio autónomo bajo la República de Weimar hasta 1934, fin de la autonomía bajo el régimen nazi.

### El nacionalsocialismo y el fin de Prusia (1933-1947)

Localización y límites del "Corredor polaco".

A partir de 1933, la recuperación de los territorios prusianos perdidos por el Tratado de Versalles se convirtió en uno de los pilares del gobierno nazi. El 24 de octubre de 1938, el Gobierno alemán solicitó a Varsovia la devolución de la Ciudad libre de Danzig (unida aduaneramente a Polonia) y el permiso para tender una línea férrea y una carretera a través del corredor polaco, bajo el estatuto de extraterritorialidad; Varsovia rechazó la solicitud. A este hecho se suman denuncias sobre violencia y persecución que las fuerzas militares polacas ejercían sobre los antiguos colonos rusos y prusianos cuyos asentamientos habían quedado dentro del nuevo territorio polaco, persecuciones que afirmaban tenían el objetivo de expulsar a los colonos rusos y prusianos del territorio polaco y de esta forma se precipitó la invasión de Polonia el 1 de septiembre de 1939, y lo que dio inicio a la Segunda Guerra Mundial.
Al fin de la Segunda Guerra Mundial en Europa, la mayor parte de Prusia pasó a integrar el territorio de Polonia —Pomerania—, mientras que la región septentrional fue anexada por la Unión Soviética (URSS) —incluyendo Königsberg), rebautizada como Kaliningrado en homenaje a Mijaíl Kalinin—, y convertida en un óblast entre Polonia y Lituania. Entretanto varios millones de alemanes fueron deportados de Prusia por la URSS, según la revista Der Spiegel, “a menudo bajo circunstancias horrendas. Se ha demostrado que al menos 473 000 personas murieron cuando huyeron o fueron expulsadas”.
Tiempo después, por decisión de los Aliados, Prusia fue declarada en 1947 oficialmente disuelta como unidad administrativa y Estado alemán. El territorio prusiano que pasó a ser parte de la Alemania Oriental, fue dividido administrativamente en Brandeburgo, Sajonia-Anhalt y Mecklemburgo-Pomerania Occidental. Ese mismo año, las fuerzas de ocupación en el oeste del país también realizaron una división administrativa, creando los Estados de Renania del Norte-Westfalia (RNW), Baja Sajonia, Hesse, Renania-Palatinado, Schleswig-Holstein y Baden-Wurtemberg.

## Sucesor legal de Prusia
Los estados federados que se encuentran en el antiguo territorio del Estado Libre de Prusia son legalmente los sucesores de Prusia, particularmente en términos de derecho estatal e internacional. Por ejemplo, el estado de Renania del Norte-Westfalia está obligado a respetar el Concordato que el Estado Libre de Prusia concluyó con la Santa Sede.

## Remanentes de Prusia en la actualidad
A pesar de la disolución política del estado prusiano en 1947, varios aspectos se han conservado.
Federación

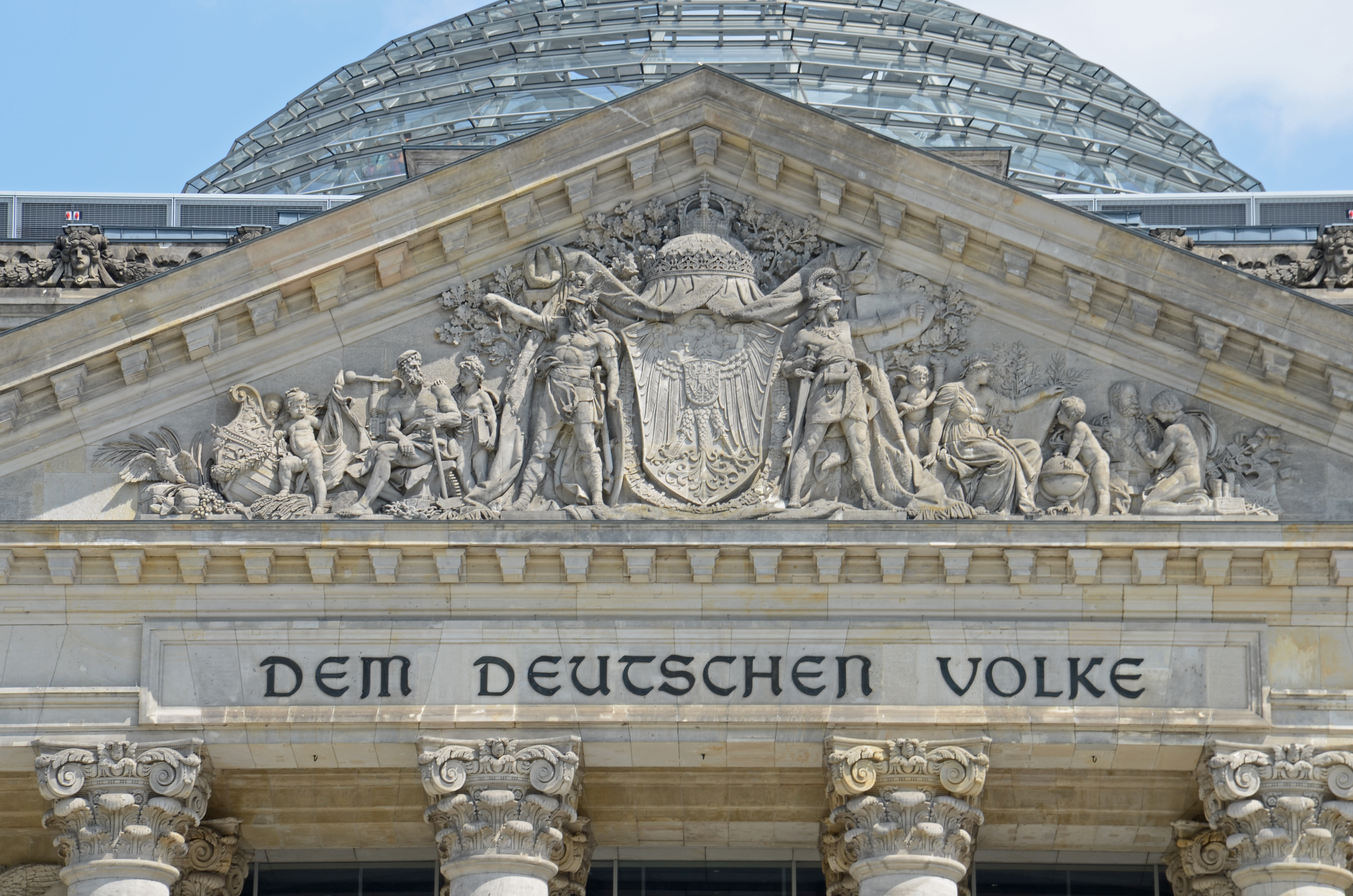
Frontón sobre la entrada principal del edificio del Reichstag.

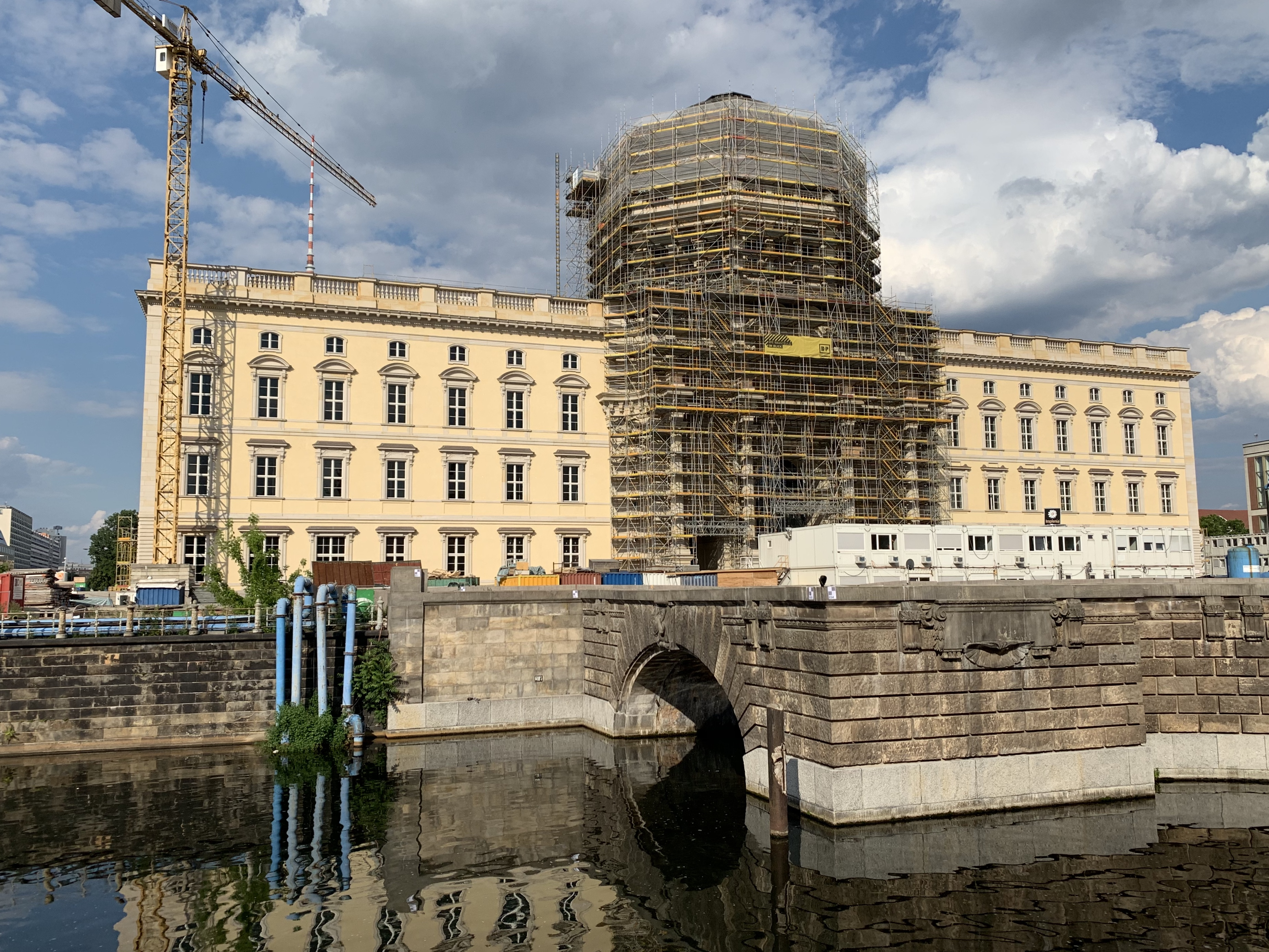
Desde los años 2010 se está levantando el Palacio Real de Berlín, bajo el concepto de la reconstrucción crítica.

- El Tribunal Constitucional de Alemania ha dictaminado que el sujeto de derecho internacional "Imperio alemán" no ha perecido y que la República Federal de Alemania no es su sucesor legal, pero es idéntico a él como sujeto de derecho internacional.[65]
- La capital de Prusia, Berlín, también se convirtió en la capital del imperio recién fundado en 1871. Esta tradición fue central en la decisión de convertir a dicha ciudad en capital del país tras la Reunificación alemana de 1991, la "República de Berlín". Además, varias instituciones federales utilizan edificios de estamentos prusianos anteriores, el Consejo Federal, por ejemplo, tiene su sede en la casa señorial prusiana. El Presidente Federal tiene su primer asiento oficial en el Palacio de Bellevue, el primer edificio clasicista en Prusia. Por su parte, el escudo de armas prusiano se representa en el frontón sobre la entrada principal del edificio del Reichstag.[66]
- El voto constructivo de no confianza consagrado en la Ley Fundamental para la República Federal de Alemania, que solo permite que se vote al jefe de Gobierno si se elige a un sucesor al mismo tiempo, se remonta directamente a una regulación constitucional del Estado Libre de Prusia.[67]
- En forma modificada, la condecoración de guerra prusiana de la Cruz de Hierro es el símbolo de la Bundeswehr.[68]

Estados federados
- El escudo de armas de Sajonia-Anhalt muestra al águila prusiana.[69]
- El gran escudo de armas de Baden-Württemberg contiene el escudo de la casa de los Hohenzollern.[70]
- El modelo administrativo y de gobierno prusiano fue decisivo para un gran número de instituciones políticas a nivel estatal y todavía se expresa en términos como el primer ministro, el distrito administrativo, el administrador del distrito y el distrito.
- La Autoridad Regional de Renania en Renania del Norte-Westfalia, en la continuación de la tradición de la provincia del Rin y su asociación provincial,[71] también lleva el águila prusiana en la parte superior de su escudo de armas.

### Prusia como Estado federado
En el marco de la reorganización del territorio federal dentro de la República Federal de Alemania, se ha planeado crear un Estado que sería el resultado de la fusión de Berlín y Brandeburgo. Tras la reunificación alemana, varios entusiastas lanzaron el proyecto de devolver oficialmente el nombre de Prusia a este nuevo estado que oficiosamente ha sido denominado como Berlín-Brandeburgo.
A diferencia de las fusiones de otros estados federales, una fusión de Berlín y Brandeburgo sería posible sin la participación del gobierno federal. Solo se requiere la participación de votantes elegibles de ambos Estados. En 1996, un acuerdo de fusión negociado por ambos gobiernos estatales y ratificado por ambos parlamentos estatales fracasó debido a la falta de aprobación en Brandeburgo.
La sugerencia de nombrar Prusia al hipotético nuevo Estado fue realizada por el ministro de Asuntos Sociales del estado federado alemán de Brandeburgo, Alwin Ziel, a raíz de los planes fallidos de celebrar un segundo referéndum sobre la cuestión en 2006.

## Características
El estado de Prusia difiere significativamente del de otras potencias europeas como Francia o Inglaterra, ya que el reino surgido en 1701 no fue consecuencia del desarrollo histórico de un pueblo. Dado que sus áreas estaban muy dispersas, no había incentivos para un proceso natural de construcción del estado, a saber, la organización y consolidación (sinergia) de áreas conectadas geográficamente. Por lo tanto, el estado prusiano fue solo una expresión de la voluntad de poder de sus élites.
En otros países se adaptaron a las necesidades de la sociedad. En Prusia, por otro lado, donde se carecía de los requisitos previos para convertirse en un estado, este había moldeado la sociedad de acuerdo con sus necesidades. El resultado fue un aparato administrativo y de gobierno organizado que fue la base del éxito del "modelo de estado prusiano". Así, en la Confederación Alemana del Norte (desde el 1 de julio de 1867) y luego en el Imperio Alemán (desde el 1 de enero de 1871), la administración prusiana trabajó en el estado, y la estrecha conexión entre las autoridades del Imperio y las autoridades prusianas, también consolidó al "poder" de Prusia.
Los funcionarios federales y luego los funcionarios imperiales provenían principalmente del servicio civil y jueces prusianos. No hubo cursos de capacitación separados para el gobierno federal o el imperio.

### Virtudes prusianas

Bandera de los Caballeros Teutónicos con el águila imperial (1410).

Escudo del Reino de Prusia.

Estas virtudes derivan del rey Federico Guillermo I de Prusia, el rey militar y comedido burgués que se convirtió en el reformador de la administración prusiana, así como de su hijo, el rey Federico II el Grande. El padre se veía a sí mismo como un modelo moral mientras que el hijo se veía como un ejemplo de la razón para el diverso, a nivel religioso, étnico y lingüístico, estado prusiano.

### Símbolos
El escudo y la bandera de Prusia presentaban ambos un águila negra sobre un fondo blanco, símbolo heredado de los Caballeros Teutónicos y adoptado más tarde por la dinastía de los Hohenzollern. Los Caballeros Teutónicos vestían de blanco, llevando una cruz negra y dorada con el águila imperial en ella, lo que acabó derivando en los símbolos nacionales de Prusia.
Tanto la bandera como el escudo prusianos, aunque mantuvieron los colores negro y blanco con el águila como distintivo, variaron notablemente a lo largo del tiempo. La primera bandera oficial, la del Ducado de Prusia, consistía simplemente en un fondo blanco sobre el que destacaba, en el centro, el águila prusiana, el mismo diseño que el del escudo. Diseños posteriores correspondientes a otras épocas históricas incorporaron elementos tales como la corona real (1701) o la esvástica nacionalsocialista (1933), así como diferentes añadidos a la figura del águila (fundamentalmente rayos, espadas o cetros).
Suum cuique ('a cada cual, lo propio'), originalmente el lema de la Orden del Águila Negra (Hoher Orden vom Schwarzen Adler), máxima orden de caballería prusiana creada por Federico I en 1701, llegó a utilizarse como lema asociado a todo el Estado de Prusia. Asimismo, el lema alemán Gott mit uns (literalmente, 'Dios con nosotros') también se empleó con frecuencia desde la creación del Reino de Prusia, apareciendo en distintos escudos y estandartes, sirviendo además de grito de guerra del ejército prusiano.
La Cruz de Hierro alemana (Eisernes Kreuz), alta condecoración militar creada por Federico Guillermo III, concedida por primera vez durante las guerras napoleónicas y de gran relevancia durante la guerra franco-prusiana, también se asociaba a Prusia y aparecía en banderas de guerra y emblemas navales desde 1816 y en los estandartes reales de la familia Hohenzollern.
Prusia contó con un himno oficial de 1830 a 1840, antes de adoptar el himno del Imperio Alemán, conocido como Preußenlied ('Canción de Prusia'). Fue compuesto por August Neithardt para celebrar el aniversario de Federico Guillermo III. Es famoso por su frase inicial Ich bin ein Preuße, kennt ihr meine Farben? ("Soy un prusiano, ¿conocen mis colores?"), y por sustituir al himno anterior, Borussia, que se había usado oficialmente desde el año 1820.